# Audio Visual and Integrated Experience Association
Die Audiovisual and Integrated Experience Association (AVIXA) ist ein in der USA als gemeinnützig anerkannter Verband für audiovisuelle Unternehmen und damit verbundene Fachleute mit Hauptsitz in Fairfax, Virginia. AVIXA wurde ursprünglich 1939 als National Association of Visual Education Dealers gegründet und hat sich seitdem mit anderen Organisationen zusammengeschlossen und bedingt durch die stetige Entwicklung der vertretenen Industrie mehrmals den Namen geändert, zuletzt 2017 von InfoComm International zu AVIXA. Die von AVIXA veranstalteten InfoComm-Messen haben den Namen InfoComm  behalten.
AVIXA hat weltweit über 11.400 Mitglieder, von denen über 700 ehrenamtlich Normen und Schulungsprogramme entwickeln und Messen veranstalten, um die Produkte und Angebote der Mitglieder zu fördern.
Der Verband veranstaltet auch Branchenmessen in USA, Spanien, Thailand, Indien und China.
Die beiden größten Messen sind Integrated Systems Europe (eine gemeinsame Messe von AVIXA und  CEDIA – der Custom Electronic Design & Installation Association) und InfoComm (in den USA) mit über 78.000 (ISE, Barcelona) und knapp 30.000 (InfoComm) Unique Visitors.
AVIXA hat über 130 Mitarbeiter weltweit und ist in der D-A-CH-Region mit einem Niederlassung im Münchner Werksviertel vertreten.
Der Verband unterstützt vor Ort die Vernetzung der Branche durch diverse Initiativen. Dazu zählen Fachplanende aus dem audiovisuellen Sektor, Mitarbeiter in medientechnischen Bereichen bei Firmen und Institutionen und die Förderung von Frauen in einer sehr technisch geprägten Branche.

## Veröffentlichungen
AVIXA bietet Veröffentlichungen zu aktuellen, selbst herausgegebenen audiovisuellen Standards, empfohlenen Verfahren, Leitfäden und Marktforschung an.
Einige dieser Standards sind Normen des American National Standards Institute, da AVIXA vom ANSI als normenentwickelnde Organisation akkreditiert ist.
Die jährlich veröffentlichte Marktforschungsstudie IOTA sagte 2023 der audiovisuellen Branche ein Wachstum von über 100 Milliarden US$ auf über 400 Milliarden US$ in den kommenden 5 Jahren bis 2028 voraus.

## Zertifizierungen
Es gibt drei Zertifizierungen, die AVIXA anbietet. Alle sind von ANAB nach der Norm ISO 17024 akkreditiert, und es gibt weltweit mehr als 13.000 Zertifizierungsinhaber.
Die drei Zertifizierungen sind der Certified Technology Specialist (CTS), Certified Technology Specialist – Installation (CTS-I), und Certified Technology Specialist – Design.
Die Prüfungen zum Erhalt dieser Zertifizierungen werden durch Pearson VUE abgenommen.
Jede Zertifizierung ist drei Jahre lang gültig und kann durch Nachweis absolvierter Fortbildungen verlängert werden. Solche Fortbildungen werden sowohl durch AVIXA selbst als auch durch Hersteller aus der AV-Industrie kostenfrei oder als bezahlte Kurse im Rahmen des sog. Renewal Provider Programms angeboten.